# Saison 2 de Rock Academy
Chronologie
Saison 1 Saison 3
Cet article présente les épisodes de la deuxième saison de la série télévisée américaine Rock Academy diffusée du 17 septembre 2016 au 28 janvier 2017 sur Nickelodeon.
En France, la deuxième saison est diffusée du 30 avril 2017 au 11 mai 2017 sur Nickelodeon Teen et au Québec depuis le 4 septembre 2017 sur VRAK.

## Distribution

### Acteurs principaux
- Breanna Yde (VF : Béatrice Wegnez) : Tomika
- Jade Pettyjohn (VF : Sophie Frison) : Summer
- Ricardo Hurtado (VF : Valéry Bendilali) : Freddy
- Lance Lim (VF : Esteban Oertli) : Zack
- Aidan Miner (VF : Thibaut Delmotte) : Laurence
- Tony Cavalero : Dewey Finn
- Jama Williamson : la directrice Mullins

### Acteurs récurrents
- Ivan Mallon : Clark
- Brec Bassinger : Kale
- Will Kindrachuk : Asher

## Épisodes

### Épisode 1:L’Échange de profs
- États-Unis : 17 septembre 2016 sur Nickelodeon
- France : 30 avril 2017 sur Nickelodeon Teen
- Québec : 4 septembre 2017 sur VRAK

- États-Unis : 1,34 million de téléspectateurs[1] (première diffusion)

- Vernee Watson

### Épisode 2:Tu dirais quoi si...
- États-Unis : 24 septembre 2016 sur Nickelodeon
- France : 1er mai 2017 sur Nickelodeon Teen
- Québec : 11 septembre 2017 sur VRAK

- États-Unis : 1,33 million de téléspectateurs[2] (première diffusion)

- Brec Bassinger : Kale
- Haley Powell
- David Pressman

### Épisode 3:Avec ou sans vous
- États-Unis : 1er octobre 2016 sur Nickelodeon
- France : 2 mai 2017 sur Nickelodeon Teen
- Québec : 18 septembre 2017 sur VRAK

- États-Unis : 0,96 million de téléspectateurs[3] (première diffusion)

- Brec Bassinger
- David Pressman
- Meyrick Murphy

### Épisode 4:Concert masqué
- États-Unis : 8 octobre 2016 sur Nickelodeon
- France : 3 mai 2017 sur Nickelodeon Teen
- Québec : 25 septembre 2017 sur VRAK

- États-Unis : 1,32 million de téléspectateurs[4] (première diffusion)

- Brec Bassinger
- Ivan Mallon

### Épisode 5:Sous le charme
- États-Unis : 15 octobre 2016 sur Nickelodeon
- France : 6 mai 2017 sur Nickelodeon Teen

- États-Unis : 1,58 million de téléspectateurs[5] (première diffusion)

- Daya
- Ivan Mallon

### Épisode 6:Bienvenue dans mon cauchemar
- États-Unis : 22 octobre 2016 sur Nickelodeon
- France : 8 mai 2017 sur Nickelodeon Teen

- États-Unis : 1,50 million de téléspectateurs[6] (première diffusion)

- Ivan Mallon
- Elisha Henig
- Haley Powell
- David Pressman

### Épisode 7:Pause-déjeuner
- États-Unis : 5 novembre 2016 sur Nickelodeon
- France : 7 mai 2017 sur Nickelodeon Teen

- États-Unis : 1,22 million de téléspectateurs[7] (première diffusion)

- Kendall Schmidt
- Ivan Mallon
- Will Kindrachuk

### Épisode 8:Il faut suivre sa voix
- États-Unis : 12 novembre 2016 sur Nickelodeon
- France : 6 mai 2017 sur Nickelodeon Teen

- États-Unis : 1,42 million de téléspectateurs[8] (première diffusion)

- Brec Bassinger
- Ivan Mallon
- Augie Isaac

### Épisode 9:Le Cadeau empoisonné
- États-Unis : 19 novembre 2016 sur Nickelodeon
- France : 5 mai 2017 sur Nickelodeon Teen

- États-Unis : 1,70 million de téléspectateurs[9] (première diffusion)

- Brec Bassinger
- Ivan Mallon

### Épisode 10:L’Éclipse des sentiments
- États-Unis : 7 janvier 2017 sur Nickelodeon
- France : 9 mai 2017 sur Nickelodeon Teen

- États-Unis : 1,29 million de téléspectateurs[10] (première diffusion)

- Brec Bassinger
- Ivan Mallon
- Will Kindrachuk

### Épisode 11:Le Blues du businessman
- États-Unis : 14 janvier 2017 sur Nickelodeon
- France : 4 mai 2017 sur Nickelodeon Teen

- États-Unis : 1,56 million de téléspectateurs[11] (première diffusion)

### Épisode 12:Le Malentendu
- États-Unis : 21 janvier 2017 sur Nickelodeon
- France : 10 mai 2017 sur Nickelodeon Teen

- États-Unis : 1,23 million de téléspectateurs[12] (première diffusion)

- Haley Powell
- Devion Harris

### Épisode 13:Rêve de stars
- États-Unis : 28 janvier 2017 sur Nickelodeon
- France : 11 mai 2017 sur Nickelodeon Teen

- États-Unis : 1,18 million de téléspectateurs[13] (première diffusion)

- Brec Bassinger
- Will Kindrachuk
- Ivan Mallon
- Haley Powell
- Johnathan McClain
- Cleo Berry

Invité spécial : Ryan Tedder